# Некременное
Некременное (укр. Некременне) — село в Александровской поселковой общине Краматорского района Донецкой области Украины.

## Общие сведения
Население по переписи 2001 года составляло 783 человека. Почтовый индекс — 84021. Телефонный код — 6269.

## История
До 1917 года в составе Российской империи.
С 1 сентября (ст.ст.) по 25 октября (ст.ст.) 1917 года в составе Российской республики. Далее началась Гражданская война.
C 29 апреля по 14 декабря 1918 года во время Гражданской войны в России в составе Украинской державы.
C декабря 1922 года в составе Украинской Советской Социалистической Республики Союза Советских Социалистических Республик.
26 января 1942 года с. Некременное освобождено от гитлеровских германских войск советскими войсками Юго-Западного фронта в ходе Барвенково-Лозовской наступательной операции 18—31.01.1942 года:
- 1-го кавалерийского корпуса (Ф. А. Пархоменко). 1-й кавкорпус фронтового подчинения действовал в полосе наступления 57-й армии;
- 57-й армии в составе: 255-й стрелковой дивизии (полковник И. Т. Замерцев), 15-й танковой бригады.